# Azufral
De Azufral, ook Azufral de Túquerres genoemd, is een semiactieve vulkaan gelegen in het Colombiaanse departement Nariño, op 12 kilometer van de gemeente Túquerres. De stratovulkaan is 4.070 meter hoog.
De top wordt gekenmerkt door een caldera die ongeveer 2,5 bij 3 kilometer meet. Hier bevinden zich drie meren, Laguna Verde, Laguna Negra en La Cristalina genoemd. De laatste uitbarsting vond vermoedelijk plaats rond het jaar 930 v.Chr., hoewel fumaroles in latere jaren activiteit vertonen. De laatste van de lavakoepels werden zo'n 3600 jaar geleden gevormd. De vulkaan wordt omringd door ryodacitische pyroclastische afzettingen, terwijl de vulkaan zelf zuurder is dan de Colombiaanse vulkanen in de omgeving.